# Simaethistis leechi
Simaethistis leechi is een vlinder uit de familie van de Simaethistidae. De wetenschappelijke naam van de soort is voor het eerst geldig gepubliceerd in 1901 door South.